# 張璇 (嘉靖進士)
張璇（？—？），字伯祥，浙江昌國衛官籍，寧波府象山縣人，明朝政治人物。

## 生平
嘉靖四十年（1561年）辛酉科浙江鄉試第六十八名舉人。嘉靖四十一年（1562年）中式壬戌科會試第一百十一名，三甲第一百零一名進士。官知縣。

## 家族
曾祖張壽，百戶；祖父張澤，百戶；父張模，百戶。母王氏。具慶下。弟張璘。